# ATP-toernooi van Zhuhai
Het ATP-toernooi van Zhuhai is een jaarlijks terugkerend tennistoernooi voor mannen dat wordt georganiseerd in de Chinese stad Zhuhai. De officiële naam van het toernooi is de Huajin Securities Zhuhai Championships. Het toernooi valt in de categorie "ATP Tour 250" en vervangt op de kalender het ATP-toernooi van Shenzhen.
De eerste editie van het toernooi vond plaats in 2019 en de tweede en laatste editie in 2023. De ondergrond is hardcourt.

## Finales

### Enkelspel
| Jaar       | Winnaar                                | Verliezend finalist                    | Uitslag                                |
| ---------- | -------------------------------------- | -------------------------------------- | -------------------------------------- |
| 2019       | Alex de Minaur                         | Adrian Mannarino                       | 7-6(4), 6-4                            |
| 2020- 2022 | Geen toernooi wegens de coronapandemie | Geen toernooi wegens de coronapandemie | Geen toernooi wegens de coronapandemie |
| 2023       | Karen Khachanov                        | Yoshihito Nishioka                     | 7–6(7–2), 6–1                          |

### Dubbelspel
| Jaar       | Winnaars                               | Verliezend finalisten                  | Uitslag                                |
| ---------- | -------------------------------------- | -------------------------------------- | -------------------------------------- |
| 2019       | Sander Gillé Joran Vliegen             | Marcelo Demoliner Matwé Middelkoop     | 7-6(2), 7-6(4)                         |
| 2020- 2022 | Geen toernooi wegens de coronapandemie | Geen toernooi wegens de coronapandemie | Geen toernooi wegens de coronapandemie |
| 2023       | Jamie Murray Michael Venus             | Nathaniel Lammons Jackson Withrow      | 6–4, 6–4                               |